# 魁人屬
古爪哇魁人（學名：Meganthropus palaeojavanicus）是一種史前人科物種，生存於更新世的印度尼西亞。化石出土於中爪哇省梭羅的桑義蘭早期人類遺址，該屬具有悠久而復雜的分類史。
魁人屬曾長期被認為是直立人的亞種。

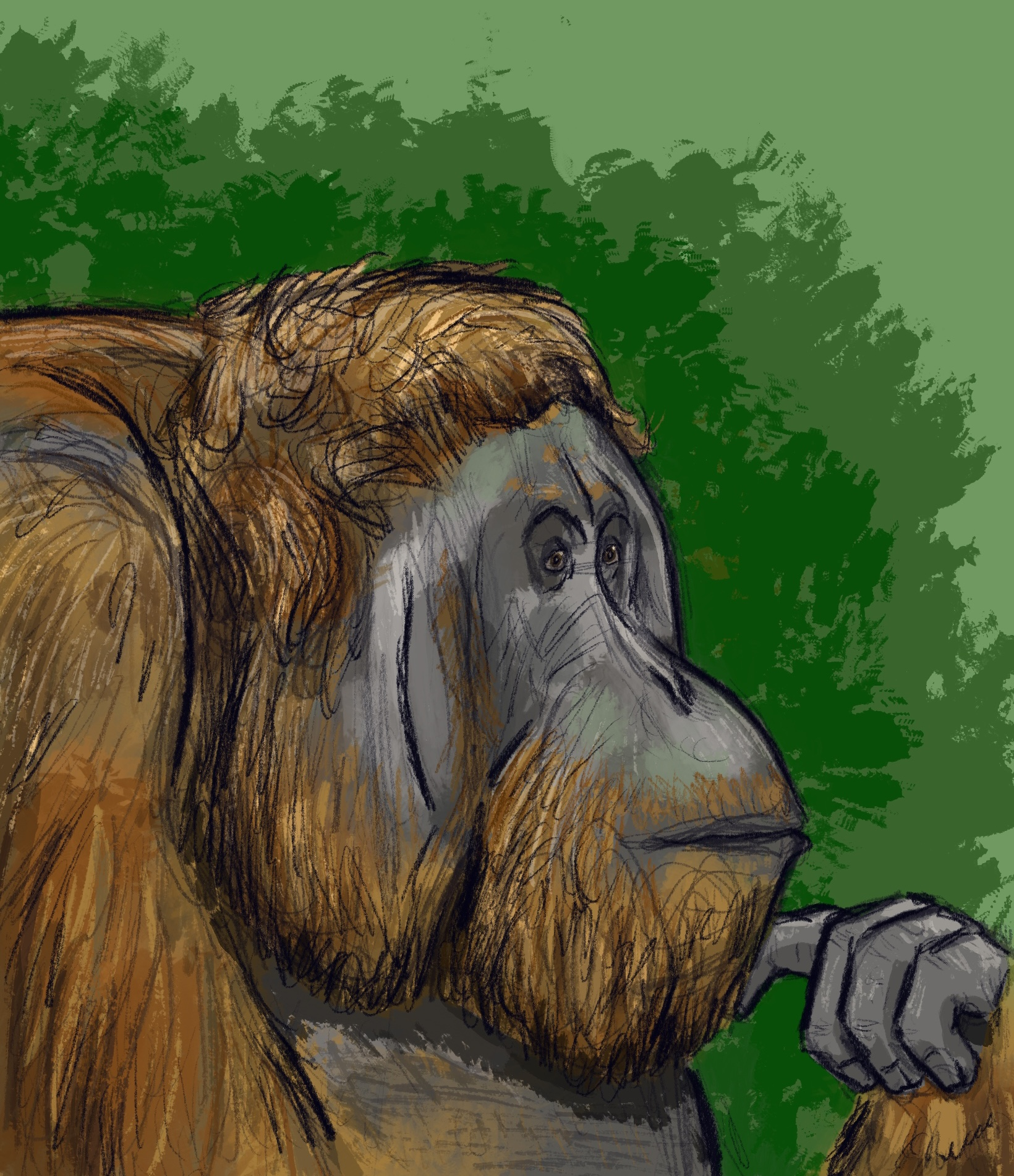
復原圖

在2019年，對牙齒形態的研究發現魁人屬為人科的有效屬，與祿豐古猿屬關係相近。

## 外部連結
- Krantz's Skull Reconstruction （页面存档备份，存于）
- Rex Gilroy's site on alleged Australian finds
- Human Timeline (Interactive) （页面存档备份，存于） – Smithsonian, National Museum of Natural History (August 2016).